# Kiss Me, Kate
Kiss Me, Kate és un musical escrit per Bella i Samuel Spewack amb música i lletres de Cole Porter. La història tracta de la producció d'una versió musical de l'obra de William Shakespeare "La feréstega domada " i el conflicte dins i fora de l'escenari entre Fred Graham, el director de l'espectacle, productor i estrella, i el seu protagonista, la seva exdona Lilli Vanessi. Un romanç secundari es refereix a Lois Lane, l’actriu que interpreta a Bianca i al seu xicot, Bill, que aposta amb alguns gàngsters. La producció original era protagonitzada perAlfred Drake, Patricia Morison, Lisa Kirk i Harold Lang.
Kiss Me, Kate va ser la resposta de Porter a l' Oklahoma! de Rodgers i Hammerstein i altres musicals integrats ; va ser el primer espectacle que va escriure en què la música i les lletres estaven fortament relacionades amb el guió. El musical es va estrenar el 1948 i va demostrar ser l'únic espectacle de Porter que va durar més de 1.000 representacions a Broadway. El 1949, va guanyar el primer premi Tony al millor musical.

## Inspiració
El musical es va inspirar en la lluita a l'escenari i fora dels escenaris dels actors Alfred Lunt i Lynn Fontanne durant la seva producció de 1935 de Shrew, testimoniada pel futur productor de Broadway Arnold Saint-Subber. El 1947 va demanar als Spewacks (que en aquell moment patien els seus propis problemes matrimonials) que escrivissin el guió; Al seu torn, Bella Spewack va demanar a Cole Porter que escrivís la música i les lletres.

## Produccions

### Producció original de Broadway
Després 3 setmanes i mitja de proves abans de Broadway al Shubert Theatre de Filadèlfia a partir del 2 de desembre de 1948, la producció original de Broadway es va estrenar el 30 de desembre de 1948 al New Century Theatre, on va estar-s'hi dinou mesos abans de transferir-se al Shubert, per un total de 1.077 representacions. Dirigit per John C. Wilson amb coreografia de Hanya Holm, el repartiment original incloïa Alfred Drake, Patricia Morison, Lisa Kirk, Harold Lang, Charles Wood i Harry Clark. L'enregistrament de 1949 del repartiment original ha estat inclòs al National Recording Registry de la Biblioteca del Congrés per la seva importància cultural, artística i/o històrica de la societat nord-americana i el llegat d'àudio de la nació 'de l'àlbum.

### Produccions originals de Londres i Austràlia
La producció original del West End es va obrir el 8 de març de 1951 al Coliseum Theatre i va durar 400 representacions. Dirigida per Sam Spewack amb una coreografia de nou de Holm, aquesta producció va ser protagonitzada per Patricia Morison, Bill Johnson, Adelaide Hall i Julie Wilson.
La producció australiana original es va fer a partir del febrer de 1952 al His Majesty's Theatre de Melbourne, abans de temporades a Sydney, Brisbane, Perth i Adelaida fins al 1954. La producció va comptar amb Hayes Gordon i Joy Turpin (més tard substituït per Evie Hayes).

### Revival de Londres del 1970 i del Regne Unit el 1987
El desembre de 1970 es va estrenar un revival a Londres al London Coliseum, en una producció de la Sadler's Wells Opera. El repartiment va comptar amb Emile Belcourt (Petruchio), Judith Bruce, Eric Shilling, Ann Howard (Kate), Francis Egerton i Robert Lloyd, amb direcció de Peter Coe i coreografia de Sheila O'Neill. Coe va fer una traducció per al públic britànic, inclòs el fet de tenir "un vagó de te", i va incloure "bromes tradicionals del music hall anglès". Aquest ressorgiment va tenir una "breu carrera", segons l{{']}}Encyclopedia of the Musical Theatre.
La Royal Shakespeare Company va representar una producció que es va inaugurar al Royal Shakespeare Theatre, Stratford-upon-Avon, el 10 de febrer de 1987, fent una gira pel Regne Unit de març a maig, i després va actuar al Old Vic Theatre de Londres des de 19 de maig de 1987. Dirigida per Adrian Noble i posada en escena per Ron Field, la producció va ser protagonitzada per Nichola McAuliffe i Paul Jones com a Lilli / Kate i Fred / Petruchio, amb Tim Flavin i Fiona Hendley com a Bill / Lucentio i Lois / Bianca. Els gàngsters eren interpretats per Emil Wolk i John Bardon, que van compartir el premi Olivier de 1987 a la interpretació destacada de l'any per un actor en un musical, mentre que McAuliffe va guanyar l'Olivier per la interpretació excepcional de l'any per una actriu en un musical. La producció es va traslladar al Savoy Theatre el 15 de gener de 1988, amb un nou repartiment.

### Revivals de Broadway de 1952 i 1999
El gener de 1952 es va realitzar un revival de Broadway de curta durada. Va ser dirigit per John C. Wilson i coreografiat per Hanya Holm. Holly Harris i Robert Wright van actuar com a Lilli i Fred.
Un nou revival a Broadway es va estrenar Martin Beck Theatre el 18 de novembre de 1999 i es va tancar el 30 de desembre de 2001 després de 881 representacions i 28 prèvies. Dirigit per Michael Blakemore, produït per Richard Godwin i coreografiat per Kathleen Marshall i Rob Ashford, el repartiment inicial va incloure Marin Mazzie, Brian Stokes Mitchell, Amy Spanger, Michael Berresse, Ron Holgate, Lee Wilkof i Michael Mulheren. Aquesta producció va guanyar els premis Tony al millor revifament d'un musical i al millor actor en un musical per Mitchell; Marin Mazzie va rebre una nominació a Tony a la millor actriu en un musical i Michael Berresse, Lee Wilkof i Michael Mulheren van rebre nominacions a Tony com a millor actor destacat en un musical.

### Revivals de Londres 2001 i 2012
El 30 d'octubre del 2001 es va estrenar un nou revival al West End al Victoria Palace Theatre i es va tancar el 24 d'agost del 2002. Igual que el Revival de Broadway del 1999, Michael Blakemore va ser el director amb la coreografia de Kathleen Marshall. Brent Barrett i Marin Mazzie van coprotagonitzar-la.
El revival de l'espectacle del Chichester Festival Theatre el 2012 es va traslladar al Old Vic Theatre del South Bank de Londres el novembre de 2012, amb una estrena oficial al desembre. Va protagonitzar-la Hannah Waddingham com a Lili / Kate i Alex Bourne com a Fred Graham. La producció va ser dirigida per Trevor Nunn. L'espectacle va rebre crítiques positives per part de la crítica i el públic. Hannah Waddingham i Alex Bourne van ser nominats als Premis Olivier 2013 com a millor actriu / actor en un musical per les seves interpretacions.

### Producció Opera North 2015
El setembre de 2015 Opera North va presentar un revival dirigit per Jo Davies, coreografiat per Will Tuckett. La producció es va obrir al Leeds Grand Theatre abans de fer una gira al Theatre Royal Newcastle, The Lowry Salford i el Theatre Royal Nottingham. La producció va ser coproduïda amb la Welsh National Opera, que va continuar la seva gira el 2016, primer com a part de la temporada Shakespeare400 al Wales Millennium Center de Cardiff, i després al Liverpool Empire Theatre, Bristol Hippodrome, New Theatre Oxford, Mayflower Theatre Southampton, Birmingham Hippodrome, i Venue Cymru Llandudno, abans de tornar a Cardiff. La producció es va recuperar al London Coliseum breument el juny de 2018, després d'una visita de tornada al Leeds Grand Theatre el maig de 2018.

### Revival de Broadway 2019
La Roundabout Theatre Company presenta un tercer revival de Kiss Me, Katye a Broadway, amb with Kelli O'Hara com Lilli Vanessi/Kate, Will Chase com Fred Graham/Petruchio, Stephanie Styles com Lois Lane/Bianca, i Corbin Bleu com Bill Calhoun/Lucentio. La producció va ser dirigida per Scott Ellis i coreografiada per Warren Carlyle, amb actualitzacions menors "feministes" d'Amanda Green per fer el musical "més accessible per al públic actual". Roundabout va produir un concert benèfic de l'espectacle amb O'Hara, Ellis i Carlyle el 2016. El revival tingué una estada limitada a Studio 54. La primera vista prèvia es va celebrar el 14 de febrer de 2019, amb una estrena oficial el 14 de març. La producció es va tancar el 30 de juny de 2019.

## Sinopsi
Acte I
L'elenc d'una versió musical de "La feréstega domada", de William Shakespeare està assajant per a l'estrena de l'espectacle aquella la nit ("Another Op'nin', Another Show"). L'egoísta Fred Graham és el director i productor i protagonitza Petruchio, i la seva exdona, Lilli Vanessi, interpreta Katherine. Els dos semblen discutir constantment i Lilli està particularment enfadada perquè Fred persegueixi la jove actriu sexy Lois Lane, que interpreta a Bianca. Després de l'assaig, apareix el xicot de Lois, Bill; que interpreta a Lucentio, però va faltar a l'assaig perquè jugava. Li diu que va signar un pagaré de 10.000 dòlars en nom de Fred, i Lois li ho recrimina ("Why Can't You Behave?").
Abans de l'estrena, Fred i Lilli es troben entre bastidors i Lilli mostra el seu anell de compromís amb l'informat de Washington Harrison Howell, recordant a Fred que és l'aniversari del seu divorci. Recorden l'opereta en què es van conèixer, que incloïa "Wunderbar", un vals vienès; acaben recordant amb afecte i cantant i ballant. Hi apareixen dos gàngsters per cobrar el pagaré de 10.000 dòlars i Fred respon que mai no el va signar. Els gàngsters diuen que li donaran temps per recordar-ho i que tornaran més tard. Al seu vestidor, Lilli rep flors de Fred i declara que encara està "So In Love" amb ell. Fred intenta evitar que Lilli llegeixi la targeta que venia amb les flors, cosa que revela que realment les destinava a Lois. Tanmateix, Lilli s'emporta la targeta a l'escenari, dient que la llegirà més tard.
Comença l'espectacle ("We Open in Venice"). Baptista, el pare de Katherine i Bianca, no permetrà que la seva filla menor es casi fins que la seva filla major Katherine no es casi. Tanmateix, és astuta i malhumorada, i cap home no vol casar-se amb ella. Tres pretendents - Lucentio, Hortensio i Gremio - intenten atraure Bianca i ella diu que es casaria amb qualsevol d'ells ("Tom, Dick, or Harry"). Petruchio, un amic de Lucentio, expressa el seu desig de casar-se ben ric ("I've Come to Wive it Wealthily in Padua"). Els pretendents tracen un pla per casar-se amb Kate, ja que Baptista és ric. Kate, però, no té cap intenció de casar-se ("I Hate Men"). Petruchio intenta atraure-la ("Were Thine That Special Face"). Fora dels escenaris, Lilli té l'oportunitat de llegir la targeta. Camina fora de l'escenari i comença a colpejar Fred, que, juntament amb els altres actors, intenta mantenir-se en el personatge mentre Baptista dona permís a Petruchio per casar-se amb Kate. Lilli continua colpejant Fred, i acaba donant-li un cop de puny. Fora dels escenaris, Lilli declara furiosament que deixa el show. Tot i això, els gàngsters han reaparegut i Fred els diu que si Lilli deixa, haurà de tancar el showi no els podrà pagar els 10.000 dòlars. Els gàngsters l'obliguen a mantenir-se a punta de pistola. De tornada a l'escenari, Bianca i Lucentio ballen mentre el cor canta "We Sing of Love", cobrint un canvi d'escena. El teló puja, mostrant l'exterior d'una església; Petruchio i Kate tot just s'han casat, i surten de l'església; els gàngsters, vestits amb robes shakesperianes, també estan a escena per assegurar-se que Lilli segueix. Petruchio demana un petó a Kate, i ella es nega. Ell l'aixeca per sobre de l'espatlla i la porto fora del escenari mentre ella la pega amb els punys ("Kiss Me Kate").
Acte II
Durant el descans de l'espectacle, el repartiment i la companyia es relaxen al carreró darrere del teatre. Paul (l'ajudant de Fred), juntament amb un parell de membres de la companyia, lamenten que fa massa calor ("Too Darn Hot") per trobar-se amb els seus amants aquella nit. L'obra continua, i Petruchio intenta "domesticar" Katherine i plora la seva vida de solteró ara perduda ("Where Is the Life That Late I Led?"). Fora de l'escenari, el promès de Lilli Harrison Howell busca Lilli. Es troba amb Lois i ella el reconeix com un antic amant, però promet no dir-li-ho a Lilli. Bill es sorprèn escoltant això, però Lois li diu que, fins i tot si està relacionada amb altres homes, li és fidel a la seva manera ("Always True to You in My Fashion"). Lilli intenta explicar a Howell que els gàngsters l'obliguen a quedar-se al teatre, però Howell no la creu i vol parlar dels plans del casament. Fred assenyala insidiosament com la vida avorrida de Lilli amb Howell es compararà amb el teatre. Bill canta una cançó d'amor que ha escrit per a Lois ("Bianca").
Els gàngsters descobreixen que el seu cap ha estat assassinat, de manera que el pagaré ja no és vàlid. Lilli se'n va —sense Howell—, mentre Fred intenta persuadir-la perquè es quedi ("So in Love" (Reprise)). Els gàngsters queden atrapats a l'escenari i improvisen un homenatge a Shakespeare en què expliquen que conèixer Shakespeare és la clau del romanç ("Brush Up Your Shakespeare"). La companyia es prepara per a la conclusió de l'obra, el casament de Bianca i Lucentio, tot i que ara falta un dels personatges principals. No obstant això, just a temps per al discurs final de Katherine, Lilli arriba a l'escenari ("I Am Ashamed That Women Are So Simple"). Fred i Lilli es concilien sense paraula a l'escenari i l'obra acaba ("Kiss Me Kate" (Final)) amb ells, així com amb Bill i Lois, besant-se apassionadament.

## Cançons
| Acte I - "Another Op'nin', Another Show" – Hattie i Companyia - "Why Can't You Behave?" – Lois Lane i Bill Calhoun - "Wunderbar" – Fred Graham i Lilli Vanessi - "So in Love" – Lilli Vanessi - "We Open in Venice" – Fred Graham, Lilli Vanessi, Lois Lane i Bill Calhoun - "Tom, Dick or Harry" – Bianca, Lucentio, Gremio i Hortensio - "I've Come to Wive it Wealthily in Padua" – Fred Graham i Homes - "I Hate Men" – Lilli Vanessi - "Were Thine That Special Face" – Fred Graham - "We Sing of Love (Cantiamo D'Amore)" – Lois Lane, Bill Calhoun i Conjunt - "Kiss Me, Kate" – Fred Graham, Lili Vanessi i Conjunt | Acte II - "Too Darn Hot" – Paul i Conjunt - "Where is the Life That Late I Led?" – Fred Graham - "Always True to You in My Fashion" – Lois Lane - "From This Moment On" – Harrison Howell i Lilli Vanessi - "Bianca" – Bill Calhoun i Companyia - "So in Love" (Reprise) – Fred Graham - "Brush Up Your Shakespeare" – Gangster 1 i Gangster 2 - "I Am Ashamed That Women Are So Simple" – Lilli Vanessi - "Kiss Me, Kate" (Reprise = Finale) – Companyia |

Notes
- El 1998, l'enregistrament del repartiment original de la producció de Broadway de 1948 es va introduir al Grammy Hall of Fame.
- Pel revival del 1999, "From This Moment On", original del musical de Porter del 1951 Out of This World, es va afegir a l'Acte II entre "Always True to You in My Fashion" i "Bianca"; aquesta cançó s'havia afegit a la versió cinematogràfica de Kiss Me, Kate de 1953.
- Per al revival del 2019, "I Am Ashamed That Women Are So Simple" es va canviar per "I Am Ashamed That People Are So Simple."

## Cinema i televisió
Una versió cinematogràfica del mateix nom es va estrenar el 1953.
Hi ha hagut almenys quatre produccions televisives, la primera a Hallmark Hall of Fame el 1958, amb Drake i Morison reprenent els seus papers de Broadway, la segona enregistrada per al llançament de BBC Two a el Regne Unit el 1964, protagonitzat per Howard Keel, Patricia Morison i Millicent Martin,; la tercera el 1968 amb l'aleshores equip de marit i muller Robert Goulet i Carol Lawrence, i la quarta el 2003 a Great Performances, un enregistrament en alta definició del revival londinenc amb Brent Barrett i Rachel York.

## Premis i nominacions

### Producció original de Broadway
| Any  | Premi      | Categoria                   | Nominat                     | Resultat  |
| ---- | ---------- | --------------------------- | --------------------------- | --------- |
| 1949 | Premi Tony | Millor musical              | Millor musical              | Guanyador |
| 1949 | Premi Tony | Millor llibret              | Samuel i Bella Spewack      | Guanyador |
| 1949 | Premi Tony | Millor banda sonora         | Cole Porter                 | Guanyador |
| 1949 | Premi Tony | Millor vestuari             | Lemuel Ayers                | Guanyador |
| 1949 | Premi Tony | Millor productor de musical | Saint Subber i Lemuel Ayers | Guanyador |

### Revival de 1987 de la Royal Shakespeare Company
| Any  | Premi                   | Categoria                | Nominat                 | Resultat  |
| ---- | ----------------------- | ------------------------ | ----------------------- | --------- |
| 1988 | Premis Laurence Olivier | Millor Revival Musical   | Millor Revival Musical  | Nominat   |
| 1988 | Premis Laurence Olivier | Millor Actor de Musical  | John Bardon i Emil Wolk | Guanyador |
| 1988 | Premis Laurence Olivier | Millor Actriu de Musical | Nichola McAuliffe       | Guanyador |

### Revival de Broadway 1999
| Any  | Premi            | Categoria                                  | Nominat                     | Resultat  |
| ---- | ---------------- | ------------------------------------------ | --------------------------- | --------- |
| 2000 | Premis Tony      | Millor revival de musical                  | Millor revival de musical   | Guanyador |
| 2000 | Premis Tony      | Millor actor protagonista de musical       | Brian Stokes Mitchell       | Guanyador |
| 2000 | Premis Tony      | Millor actriu protagonista de musical      | Marin Mazzie                | Nominat   |
| 2000 | Premis Tony      | Millor actor de repartiment de musical     | Michael Berresse            | Nominat   |
| 2000 | Premis Tony      | Millor actor de repartiment de musical     | Lee Wilkof                  | Nominat   |
| 2000 | Premis Tony      | Millor actor de repartiment de musical     | Michael Mulheren            | Nominat   |
| 2000 | Premis Tony      | Millor direcció de musical                 | Michael Blakemore           | Guanyador |
| 2000 | Premis Tony      | Millor coreografia                         | Kathleen Marshall           | Nominat   |
| 2000 | Premis Tony      | Millors orquestracions                     | Don Sebesky                 | Guanyador |
| 2000 | Premis Tony      | Millor escenografia                        | Robin Wagner                | Nominat   |
| 2000 | Premis Tony      | Millor vestuari                            | Martin Pakledinaz           | Guanyador |
| 2000 | Premis Tony      | Millor il·luminació                        | Peter Kaczorowski           | Nominat   |
| 2000 | Premi Drama Desk | Revival destacat de musical                | Revival destacat de musical | Guanyador |
| 2000 | Premi Drama Desk | Actor destacat en un musical               | Brian Stokes Mitchell       | Guanyador |
| 2000 | Premi Drama Desk | Actriu destacada a un musical              | Marin Mazzie                | Nominat   |
| 2000 | Premi Drama Desk | Actor de repartiment destacat a un musical | Michael Mulheren            | Nominat   |
| 2000 | Premi Drama Desk | Actor de repartiment destacat a un musical | Lee Wilkof                  | Nominat   |
| 2000 | Premi Drama Desk | Director de musical destacat               | Michael Blakemore           | Nominat   |
| 2000 | Premi Drama Desk | Coreografia destacada                      | Hanya Holm                  | Nominat   |
| 2000 | Premi Drama Desk | Orquestracions destacades                  | Don Sebesky                 | Guanyador |
| 2000 | Premi Drama Desk | Disseny d'escenografia destacada           | Robin Wagner                | Guanyador |
| 2000 | Premi Drama Desk | Disseny de vestuari destacat               | Martin Pakledinaz           | Guanyador |